# Toen de oorlog weer begon
Toen de oorlog weer begon is een hoorspel van Peter Römer. De VARA zond het uit op woensdag 16 mei 1979. De regisseur was Ad Löbler. De uitzending duurde 23 minuten.

## Rolbezetting
- Els Bouwman (de vrouw)
- Wim Kouwenhoven (haar man)
- Hans Veerman (de schoonzoon)
- Gerrie Mantel (de dochter)
- Dick Scheffer (Arend)
- Donald de Marcas (David)
- Paula Majoor (de tv-omroepster)

## Inhoud
Misschien had de vrouw die avond niet moeten kijken naar de laatste aflevering van Holocaust op de televisie. "Ik wist het, ik wist het toch. Ik had niet moeten kijken. Ik heb het al zo vaak meegemaakt…" Haar schoonzoon vindt het ook verschrikkelijk wat er tijdens de Tweede Wereldoorlog is gebeurd. "Maar ik vind het óók vreselijk dat wij daar veertig jaar na dato nóg mee worden geconfronteerd. En als je maar even probeert om een beetje relativerend over die jaren te praten, heb je gelijk heisa!" Zijn schoonmoeder ervaart dat allemaal anders. Zij heeft haar herinneringen aan de illegaliteit, haar angsten en zorgen over haar man die “krantjes” rondbracht. "Het is ons antwoord aan de moffen, het enige vrije woord…"